# Cinq Sœurs
 (juillet 2022).
Si vous disposez d'ouvrages ou d'articles de référence ou si vous connaissez des sites web de qualité traitant du thème abordé ici, merci de compléter l'article en donnant les références utiles à sa vérifiabilité et en les liant à la section « Notes et références ».
 (juillet 2022).
- Si vous ne connaissez pas le sujet, laissez ce bandeau (vous pouvez alors contacter les auteurs).
- Si vous supprimez le contenu mis en cause (vous pouvez préalablement contacter les auteurs),

argumentez précisément cette suppression dans la page de discussion
(un manque de référence n'est pas un argument ; une recherche réelle de référence doit avoir été effectuée, être formellement documentée).
Cinq Sœurs est un soap opera français en 108 épisodes de 26 minutes créé par Pascal Breton et Nathalie Jeanselle, diffusé du 28 janvier 2008 au 4 juillet 2008 sur France 2.
En Belgique, le feuilleton était diffusé sur RTL-TVI avec une semaine d'avance sur la France ; et au Québec à partir du 25 février 2011 à Séries+.

## Synopsis
Ce feuilleton raconte l'histoire de cinq sœurs aux caractères très différents vivant à Nice.

### Intrigues principales
- Intrigue Lucas-Tom : Tom et Lucas font du stop ensemble et une jeune femme les prend avec elle dans sa voiture. Tom et Lucas se racontent leur vie lorsqu’ils ont un accident. Croyant que les 2 autres passagers de la voiture sont morts, Tom décide de se faire passer pour Lucas et de prendre sa place chez les Mattei. Lucas va tenter de tuer son père.

- Intrigue Manu : Pendant un moment d'égarement, Manu et Katia s'échangent un long baiser. Katia semble tomber amoureuse de Manu tandis que Manu, elle, est amoureuse de Dialou. Katia se fait de plus en plus pressante et lui avoue alors ses sentiments. Katia est de retour en juin et cette fois, elles sortent ensemble.

- Intrigue Evelyne-Pierre : Pierre a beaucoup de malaises et ne sait pas ce qu'il a. Il est alors transféré dans une chambre à l'intérieur de sa clinique. Ses filles découvrent que quelqu'un est en train d'empoisonner leur père. Elles soupçonnent alors Lucas (Tom), de vouloir tuer leur père. Mais c'est en réalité Evelyne qui est en train de l'empoisonner, étant amoureuse de lui et jalouse de sa petite vie tranquille.

- Intrigue Lucie-Élisabeth : Lucie veut prendre la place d'une de ses patientes, Élisabeth, qui travaille au Caliente, en faisant des strip-teases. Des hommes arrivent au Caliente, la prennent pour Élisabeth l'enlèvent. Pendant sa détention, ils prennent des photos d'elle. Lucas et Manu découvrent que Lucie écrit un livre racontant son histoire. C'est alors que celle-ci reçoit des photos compromettantes. Bientôt Lucie découvre Elisabeth morte.

- Intrigue Julie-Thibault : Thibault veut prendre son temps dans sa relation amoureuse avec Julie car elle lui fait croire que c'est sa première fois... Pendant ce temps, un violeur sévit à Nice et coupe une mèche de cheveux de toutes les femmes qu'il agresse. Alors qu'ils s'apprêtent à vivre leur « première fois », Thibault endort Julie avec des médicaments…

- Intrigue Gina-Laurent : Le père de Laurent a une crise très violente. Croyant bien faire, Bénédicte contacte Gilles, le frère de Laurent, qu'il n'a pas vu depuis des années. Elle découvre alors que Gilles a fait une transition de genre et qu'elle s'appelle désormais Gina. Gina veut rendre visite à son père, mais Laurent refuse catégoriquement.

- Intrigue Léa-Louis-Elise : Elise cherche quelqu'un. Elle découvre qu'elle est amoureuse de Louis, le fiancé de sa sœur, Léa. Louis est lui aussi tombé sous le charme d'Elise et ils craquent l'un pour l'autre. D'un commun accord, ils décident que leur relation était une erreur mais ils retombent à nouveau dans les bras l'un de l'autre. David prévient Elise que si elle continue, elle va vraiment faire souffrir sa sœur.

- Intrigue Mariage de Pierre : Armand a violé Han May dans son enfance lorsqu'il l'avait adoptée au Viêt Nam. Celle-ci étant adulte n'arrive pas à se détacher de lui. Elle ne dit rien à Pierre (son fiancé), et continue de coucher avec Armand. Alors que son mariage avec Pierre approche, Armand continue de la manipuler. Rongée par la culpabilité, elle révèle tout à Pierre qui décide de lui pardonner. Le jour du mariage, Armand est retrouvé poignardé dans le salon. Pierre est accusé. Il va être aidé par ses filles.

- Intrigue Épisode 108 : Après seulement 108 épisodes, la série s'arrête sur un drame non élucidé. La famille de Manu et elle-même fête le Bac et l'anniversaire de Manu. Mamie n'arrive pas à joindre Léa qui est en plein dans une tempête en Guadeloupe. Elise et Béné partent chercher les cadeaux pour Manu, Tom et Lucie s'expliquent dans une chambre. Un homme en noir est en train de mettre le feu chez les Mattéi. Le feu se déclare et Elise, Béné, Lucie et Tom restent coincés dans la maison en feu…

## Distribution
- Pierre Deny : Pierre Mattei
- Théa Boswell : Bénédicte « Béné » Mattei Delbard
- Charlotte Becquin : Elise Mattei
- Emmanuelle Boidron : Léa Mattei
- Blandine Bury : Lucie Mattei
- Julia Cécillon : Emmanuelle « Manu » Mattei
- Dominique Jayr : Angèle Mattei « Mamie »
- Moon Dailly : Han-May Kim
- Laurent Marion : Lucas Leroux
- Cédric Delsaux : Thomas « Tom » Soulac
- Gauthier Battoue : Jalil
- Géraldine Lapalus : Louise Morel
- Damien Ferrette : Victor Barelli
- Florence Hautier : Evelyne Collet
- Franck Libert : Dante
- Esther Comar : Katia
- Elyas Zenasni : Dialou
- Claudine Sarzier : Estelle
- Farid Elouardi : Samir Azzouli
- Hayat Belhalloufi : Agathe Forrest
- Matteo Capelli : David Saclay
- Jonathan Caillat : Martin Fabre
- Ingrid Castaing : Muriel
- Pascal Liger : Maxime Forrest
- Julien Masdoua : Commissaire Berthier
- Axel Dos Santos : Momo
- Patricia Malvoisin : Mylène Forrest
- Denis Cherer : Laurent Delbard
- Capucine Delaby : Julie Delbard
- Jean-Francois Palaccio : Louis
- Cyril Mourali : Thibault
- Princesse Erika : Traoro
- Clémence Lenorman : Agnès
- Antoine Champême : Stanislas Prévine

## Personnages

### Personnages principaux
Pierre Mattei
C'est un médecin qui travaille dans sa propre clinique. Il s'est marié et a eu cinq filles. Puis sa femme est morte. Un jour, un certain Lucas Leroux vient le voir et se présente comme étant son fils. Il aurait eu une liaison avec une certaine Jeanne Leroux, infirmière.
Bénédicte Mattei-Delbard
C'est l'ainée des cinq sœurs. Elle est mariée avec Laurent dont elle a une fille : Julie. Elle est très croyante et aime beaucoup la chorale.
Élise Mattei
C'est la sœur jumelle de Léa. Elle n'aime pas se laisser faire. Elle a eu une liaison avec Martin Fabre puis elle a découvert qu'il s'était servi d'elle. Puis un mois plus tard, elle a découvert qu'elle était tombée amoureuse de Louis, le fiancé de Léa. Ils auront une liaison qui sera découverte.
Léa Mattei
C'est la sœur jumelle d'Elise. Elle est actuellement avec Louis qui a eu un enfant de son côté : Jalil. Elle travaille dans l'agriculture. À la fin de la série, elle est en Guadeloupe.
Lucie Mattei
C'est la cadette des cinq sœurs. Elle va tomber amoureuse de Thomas Soulac qu'elle avait rencontré dans la rue et qui a fait croire qu'il était Lucas Leroux.Elle trouve qu'elle est trop gentille et décide de suivre une thérapie pour ne plus se laisser faire. Dans un premier temps, elle va devenir streap-teaseuse jusqu'à ce que son père le décrouvre. Elle va ensuite rejoindre une secte.
Emmanuelle « Manu » Mattei
C'est la benjamine des cinq sœurs. Elle a embrassé fougueusement Katia qui est amoureuse d'elle. Elle sort d'abord avec Dialou avec qui elle a eu sa première relation sexuelle. N'y a-t-il pas trop de rapports ambigus entre Katia et Manu ? C'est ce que l'on va découvrir plus tard, lors du retour de Katia, les deux jeunes filles vont entamer une relation.
Jalil
C'est le fils de Louis. Il a été abandonné par sa mère qui est partie vivre à l'étranger. Il est tombé amoureux de Léa, la fiancée de son père. Son père va apprendre qu'il cache dans son ordinateur une photo de Léa nue sous la douche.
Han May
Elle est en couple avec Pierre avec qui elle va bientôt se marier. Ce dernier avait longtemps hésité à avouer à ses filles qu'ils étaient ensemble mais ses filles l'ont bien pris.
Lucas Leroux
C'est le fils de Pierre Mattei et le demi-frère des filles. Il a eu un grave accident et a été amnésique pendant plusieurs semaines. Puis il a retrouvé la mémoire et a découvert que Tom avait pris sa place au sein de sa famille. Mais il semble vouloir se venger de son père qui l'a abandonné bébé avec sa mère malade.
Thomas Soulac
Il a pris l'identité de Lucas Leroux et est parvenu à berner toute la famille Mattei. Mais le jour où Lucas se réveille et va peu à peu retrouver la mémoire, il va être démasqué et arrêté .Tom sort de prison en mai et se remet en couple avec Lucie.
Louis
Il est le fiancé de Léa et le père de Jalil. Il va succomber au charme d'Elise plusieurs fois. Mais au bout d'un certain temps, Léa va se méfier et va surprendre Elise et Louis dans les bras l'un de l'autre.
Julie Delbard
C'est la fille de Laurent et Bénédicte. Elle a 16 ans.
Laurent Delbard
Il est le père de Julie et le mari de Bénédicte. Son père est très malade et sa sœur Gina a effectué une transition de genre.
Agathe
Elle est agent de police. Elle est la fille de Maxime Forest qui est impliqué dans le meurtre d'Elisabeth.
Momo
Il travaille au bar. Il est très sympathique et apprécie beaucoup Julie.
David
C'est le meilleur ami d'Elise. Il est homosexuel. Il est en couple avec un certain Francis.
Katia
C'est une amie de Manu. Katia est tombée amoureuse de Manu mais n'ose pas lui dire. Elle finira par l'avouer et les deux entament une relation.

### Personnages secondaires
Louise Morel
Elle apparaît dans les deux premiers épisodes de la série et meurt dans un accident de voiture.
Victor Barreli
C'est le fiancée de Louise Morel. Il est persuadé qu'il ne s'agit pas d'un accident et il est prêt à tout pour le prouver.
Evelyne Collet
Elle travaille avec Pierre depuis des années. Pour se venger de Pierre qui ne prête pas attention à son amour pour lui, elle va tenter de l'empoisonner. Elle sera par la suite transférée dans un centre spécialisé.
Dante
C'est un ami de Thomas Soulac.
Dialou
C'est le petit ami de Manu.
Estelle
Ex-petite-amie de Katia.
Samir Azzouli
C'est un ami de Bénédicte. Il en est follement amoureux. Il meurt le 4 juillet chez Pierre.
Martin Fabre
Ex-petit-ami d'Elise qui s'était servi d'elle afin d'infiltrer sa société.
Maxime Forest
C'est le père d'Agathe. Il est impliqué dans le meurtre d'Elisabeth.
Berthier
C'est le supérieur d'Agathe.
Le Dr Traoré
Elle travaille à la clinique Mattei et apprécie beaucoup Lucie.
Thibault
C'est le petit ami de Julie. Il la drogue avec des médicaments car il cherche à dissimuler un secret.

### Personnages décédés depuis le début de la série
Louise Morrel
Meurt dans un accident de voiture le 28 janvier.
Elisabeth
Strip-teaseuse poignardée par Alexis Forrest le 14 mars.
Armand de Nardin
Suicidé afin de faire accuser Pierre Mattei pour qu'il aille en prison.
Pierre
Père de la famille meurt dans l'incendie de la villa le 4 juillet.

## Commentaires
Produit par la société Marathon (Sous le soleil, Dolmen) et tourné dans les studios Riviera, ce feuilleton a été commandé par France 2.
260 épisodes avaient été commandés, ce qui représente une saison complète.
La décision de suspendre le tournage a été prise le 5 juin 2008 devant le peu d'audience réalisé par la série.